# لايتون بيكر
لايتون بيكر هو سياسي نيوزيلندي، ولد في عقد 1960 في لور هوت في نيوزيلندا. نشط حزبياً في New Conservatives Party ‏.